# IC 2723
IC 2723 ist eine elliptische Galaxie vom Hubble-Typ E im Sternbild Löwe auf der Ekliptik. Sie ist schätzungsweise 517 Millionen Lichtjahre von der Milchstraße entfernt.
Das Objekt wurde am 27. März 1906 von Max Wolf entdeckt.